# Gio Matteo Natoli
Gio Matteo Natoli ou Giovanni Matteo Natoli, (em latim: Ioannem Matteum de Nantolio, em italiano: Gio Mattia Natoli), e apelidado de o Magnífico (en: The Magnificient) Gio di Patti, filho de Antonino Natoli, era um nobre italiano, um cavaleiro Milites e um herói do Vaticano.

## Biografia
O Magnífico Gio Natoli, era um Condotiero que controlava uma milícia lendário, viveu em Messina, com seus dois irmãos, O príncipe soberano Giovanni Forte e Francesco Natoli. A nobre da Casa de Natoli, ele que foi premiado com o "Cíngulo Militar", com o título de Cavaleiro, em 1571 do Rei Carlos I de Espanha, e foi nomeado mais tarde "Cavaleiro Imperial" do Sacro Império Romano em Bruxelas do Imperador Maximiliano I. Natoli armadas dois navios de guerra (galés) à sua própria custa em 4 de maio 1523, de enfrentar no Mar Adriático a expulsão dos Sarracenos da Sicília..
O Magnífico Gio Natoli foi também o Embaixador do República de Veneza na Reino da Sicília.
Em 4 de maio de 1523 O Magnífico Natoli montou, às suas próprias custas, dois acorazados, ou "Galés" Para proteger a Terra Santa eo Papa de um ataque iminente no mar Adriático pelos Sarracenos.
Gio Natoli lutou em muitas batalhas durante o século XVI, incluindo a Conquista de Túnis (1535), La Goulette e a Batalha de Lepanto. Ele morreu em Sant'Angelo di Brolo na Província de Messina, perto de suas terras de Raccuja, Ficarra, Piraino, San Piero Patti, Brolo.
O Magnífico Gio Natoli, grande homem de guerra de grande riqueza, herdeiro de uma dinastia de lutadores cavaleiros, tinha um filho, Antonino Natoli, senhor do castelo de Patti, na Sicília, que se casou com Francesca d'Amato. Eles carregaram dois filhos, Simone e Gerardo Natoli.
Seus irmãos eram Príncipe Giovanni I Natoli de Sperlinga e Francesco Natoli eram banqueiros e comerciantes marítimo.